# Daniele Polverino
Daniele Polverino (* 24. Januar 1976 in Grabs) ist ein ehemaliger liechtensteinisch-schweizerischer Fussballspieler und -trainer.

## Karriere

### Spielerlaufbahn
In seiner Jugend spielte Polverino für den FC Schaan, bei dem er 1992 in den Herrenbereich befördert wurde. Ein Jahr später schloss er sich der U21 des FC St. Gallen an, bevor er 1994 zum Hauptstadtklub FC Vaduz wechselte. Mit dem FCV gewann er neun Mal den Liechtensteiner Cup, wobei er sechs Mal Torschützenkönig werden konnte. 2004 unterschrieb er einen Vertrag beim Schweizer Klub Chur 97. Nach einer Station beim FC Balzers kehrte er 2010 zum FC Schaan zurück, für den er dann bis zu seinem Karriereende 2012 als Spielertrainer aktiv war.

### Trainerlaufbahn
Anschliessend agierte Polverino kurzzeitig als Trainer der zweiten Mannschaft des FC Vaduz sowie danach bei den Schweizer Amateurvereinen FC Rebstein und FC St. Margrethen.

## Erfolge als Spieler
FC Vaduz
- 9× Liechtensteiner Cupsieger: 1995, 1996, 1998, 1999, 2000, 2001, 2002, 2003, 2004

## Familie
Er ist der Bruder von Michele Polverino.